# Damien Howson
Damien Howson (nascido em 13 de agosto de 1992, em Adelaide) é um ciclista australiano, que atualmente corre para a equipe Orica-Green EDGE. Howson é especialista em ciclismo de estrada